# Krymský federální okruh
Krymský federální okruh byl krátkodobě federální okruh Ruské federace, vytvořený dekretem prezidenta Ruska Vladimira Putina ze dne 21. března 2014 po ruské anexi poloostrova během Krymské krize. Většina světových států to považuje za nelegální a uznává toto území jako integrální součást Ukrajiny, přestože jej Ukrajina fakticky neovládá.
Poloostrov byl nakonec 28. června 2016 na základě dekretu prezidenta republiky přičleněn k Jižnímu federálnímu okruhu. Důvodem bylo zefektivnění státní správy.
Do okruhu patřily dva subjekty federace. Nacházel se na Krymském poloostrově. Zplnomocněným zástupcem prezidenta Ruské federace na Krymu byl Oleg Belavencev.

## Historie vzniku
V průběhu února a března roku 2014 na Krymu propukla krymská krize. Začala protesty místní (převážně ruskojazyčné části) obyvatelstva proti akcím bývalé opozice, která se dostala na Ukrajině k moci v důsledku násilného potlačení opozičního protestu, při němž zemřelo 80 lidí. Velmi rychle byly proruskými ozbrojenci za podpory ruských vojáků bez insignií obsazeny klíčové objekty jako letiště, přístavy, vládní budovy a další objekty infrastruktury. Řídící orgány Sevastopolu a Autonomní republiky Krym neuznaly legitimitu nové ukrajinské vlády a vyzvaly ke spolupráci a pomoci vládu Ruské federace.
Místní úřady ve spolupráci s Ruskem a přes tlak Ukrajiny a Západu zorganizovaly ve velice krátké době referendum o přičlenění Krymu k Rusku. Ukrajina se pokusila referendum ještě zvrátit rozpuštěním krymského parlamentu, ale ten už považoval ukrajinskou vládu a její kroky za neplatné. Dne 16. března 2014 tak referendum proběhlo s výsledkem přičlenit se k Rusku. Na základě Deklarace nezávislosti, byla jednostranně vyhlášena suverénní republika Krym zahrnující Sevastopol, dosud město se zvláštním statusem spadající přímo pod Ukrajinu. 18. března byla podepsána s Ruskem dohoda o přijetí Krymské republiky a Sevastopolu do Ruska. Vznikly tak dvě nové entity v rámci Ruské federace, Republika Krym a federální město Sevastopol. Ukrajina i většina zemí světa považují celou anexi Krymu za nelegitimní a nelegální.

## Populace

### Národnostní složení
Podle jediného postsovětského sčítání populace v roce 2001 bylo na Krymu 2,4 milionu obyvatel. Historicky jsou obyvatelé Krymu různorodí. Podle sčítání lidu z roku 2001 jsou nejvýznamnější etnickou skupinou obyvatel Rusové (60,40 %), Ukrajinci (24,01 %) a Krymští Tataři (10,21 %). Posledně jmenovaní tvořili až do 18. května 1944, kdy proběhlo nucené vystěhování krymských Tatarů do střední Asie, přibližně 20 % obyvatel Krymu. Koncem 80. let nastal proces návratu krymských Tatarů do jejich historické vlasti na Krymu. Současná velikost populace krymskotatarské komunity se odhaduje na 290 až 300 tisíc osob (více než 12 % populace).
Do 2. dubna 2014 zatím požádalo podle ruských zdrojů přes 75 000 obyvatel Krymu o občanství Ruské federace, zatímco 6 lidí požádalo o ukrajinské občanství. O ruský pas taktéž požádalo přes 8 000 ukrajinských vojáků z Krymského poloostrova. Obyvatelé Krymu, kteří odmítají ruské občanství, musí zažádat o povolení k pobytu. V této souvislosti oznámil americký herec Steven Seagal, že pokukuje po ruském občanství pro podporu rusky hovořících občanů na Krymu. Po Gérardu Depardieu by se tak stal další světoznámou osobností, která by ruské občanství přijala.
Složení obyvatel Krymského federálního okruhu (dle ukrajinského sčítání lidu z roku 2001)
| Národnost      | Krymská Republika | %        | město federál- ního okruhu Sevastopol | %        | Krymský federální okruh | %        |
| -------------- | ----------------- | -------- | ------------------------------------- | -------- | ----------------------- | -------- |
| Rusové         | 1180441           | 58,32 %  | 269953                                | 71,58 %  | 1450394                 | 60,40 %  |
| Ukrajinci      | 492227            | 24,32 %  | 84420                                 | 22,38 %  | 576647                  | 24,01 %  |
| Krymští Tataři | 243433            | 12,03 %  | 1858                                  | 0,49 %   | 245291                  | 10,22 %  |
| Bělorusové     | 29285             | 1,45 %   | 5872                                  | 1,56 %   | 35157                   | 1,46 %   |
| Tataři         | 11090             | 0,55 %   | 2512                                  | 0,67 %   | 13602                   | 0,57 %   |
| Arméni         | 8769              | 0,43 %   | 1319                                  | 0,35 %   | 10088                   | 0,42 %   |
| Židé           | 4515              | 0,22 %   | 1016                                  | 0,27 %   | 5531                    | 0,23 %   |
| Moldavané      | 3761              | 0,19 %   | 801                                   | 0,21 %   | 4562                    | 0,19 %   |
| Poláci         | 3879              | 0,19 %   | 580                                   | 0,15 %   | 4459                    | 0,19 %   |
| Azerové        | 3748              | 0,19 %   | 629                                   | 0,17 %   | 4377                    | 0,18 %   |
| Uzbekové       | 2947              | 0,15 %   | 140                                   | 0,04 %   | 3087                    | 0,13 %   |
| Řekové         | 2795              | 0,14 %   | 241                                   | 0,06 %   | 3036                    | 0,13 %   |
| Korejci        | 2877              | 0,14 %   | 150                                   | 0,04 %   | 3027                    | 0,13 %   |
| Němci          | 2536              | 0,13 %   | 254                                   | 0,07 %   | 2790                    | 0,12 %   |
| Čuvaši         | 2171              | 0,11 %   | 508                                   | 0,13 %   | 2679                    | 0,11 %   |
| Mordvinci      | 2208              | 0,11 %   | 366                                   | 0,10 %   | 2574                    | 0,11 %   |
| Bulhaři        | 1877              | 0,09 %   | 405                                   | 0,11 %   | 2282                    | 0,10 %   |
| Gruzínci       | 1774              | 0,09 %   | 363                                   | 0,10 %   | 2137                    | 0,09 %   |
| Romové         | 1896              | 0,09 %   | 9                                     | 0,00 %   | 1905                    | 0,08 %   |
| Marijci        | 1089              | 0,05 %   | 103                                   | 0,03 %   | 1192                    | 0,05 %   |
|                |                   |          |                                       |          |                         |          |
| Karaité        | 671               | 0,03 %   | 44                                    | 0,01 %   | 715                     | 0,03 %   |
|                |                   |          |                                       |          |                         |          |
| Krymčáci       | 204               | 0,01 %   | 76                                    | 0,02 %   | 280                     | 0,01 %   |
| ostatní        | 12793             | 0,63 %   | 1714                                  | 0,45 %   | 14507                   | 0,60 %   |
| není uvedeno   | 7070              | 0,35 %   | 3820                                  | 1,01 %   | 10890                   | 0,45 %   |
| celkem         | 2024056           | 100,00 % | 377153                                | 100,00 % | 2401209                 | 100,00 % |

Většina Rusů, Ukrajinců, Bulharů a Řeků vyznávali pravoslaví; krymští Tataři, Tataři, Uzbeci - islám sunnitského vyznání, většina Ázerbájdžánců jsou muslimští šíité a také jsou zde protestanti, katolíci a Židé.

### Jazyky
Při sčítání lidu v roce 2001 uvedlo jako rodný ruský jazyk 79,1 % obyvatel, ukrajinský jazyk uvedlo 9,6 % obyvatel krymského poloostrova (což je 2,5krát nižší než podíl etnických Ukrajinců, protože většina krymských Ukrajinců jsou dvojjazyční), krymskou tatarštinu považovalo za svůj rodný jazyk 9,6 % populace. Podle průzkumu z roku 2004, který provedl Kyjevský mezinárodní sociologický institut (KIIS), používá ruštinu ke komunikaci (kromě jiných jazyků) drtivá většina - 97 % z celkového počtu obyvatel Krymu.

## Složení okruhu
Níže je uveden seznam subjektů Ruské federace, součástí bývalého Krymského federálního okruhu. Dnes jsou tyto subjekty součástí Jižního federálního okruhu.
| Krymský federální okruh | Krymský federální okruh | Krymský federální okruh    | Krymský federální okruh | Krymský federální okruh | Krymský federální okruh |
| Číslo                   | Vlajka                  | Subjekt federace           | Rozloha (km²)           | Počet obyv.             | Administrativní centrum |
| ----------------------- | ----------------------- | -------------------------- | ----------------------- | ----------------------- | ----------------------- |
| 1                       |                         | Republika Krym             | 26 081                  | 1 966 801 (1-02-2014)   | Simferopol              |
| 2                       |                         | Federální město Sevastopol | 1079,6.                 | 385 870 (1-01-2014)     | Sevastopol              |

## Sídla
| • · Alupka• AluštaSimferopol •Sevastopol •Bachčisaraj • Džankoj• Armjansk• Staryj Krym• Inkerman• FeodosijaKerč • Jevpatorija• KrasnoperekopskBělogorsk · • Saki• SudakŠčolkino • JaltaČerné mořeAzovské moře |